# Ирска на Европском првенству у атлетици на отвореном 1958.
Ирска је учествовала на 6. Европском првенству у атлетици на отвореном 1958. одржаном у Стокхолму од 19. до 21. августа. Ово је било 3. европско првенство у атлетици на отвореном на којем је Ирска учествовала. Репрезентацију Ирске представљала су 4 такмичара који су се такмичили у пет дисциплине.
На овом првенству представници Ирске су освојили једну медаљу и то бронзану и оборена су два национална рекорда. У табели успешности према броју и пласману такмичара који су учествовали у финалним такмичењима (првих 8 такмичара) Ирска је са 2 учесника у финалу заузела .. место са 8 бодова.
| Плас. | Земља | 1. место | 2. место | 3. место | 4. место | 5. место | 6. место | 7. место | 8. место | Бр. финал. - Бод. |
| ----- | ----- | -------- | -------- | -------- | -------- | -------- | -------- | -------- | -------- | ----------------- |
| ...   | Ирска | 0 - 0    | 0 - 0    | 1 - 6    | 0 - 0    | 0 - 0    | 0 - 0    | 1 - 2    | 0 - 0    | 2 - 8             |

## Учесници
Мушкарци:
- Рон Делани — 1.500 м
- Алберт Месит — 5.000 м, 10.000 м
- Еамон Кинсела — 110 м препоне
- Џон Лавлор — Бацање кладива

## Освајачи медаља (1)

### Бронза (1)
- Рон Делани — 1.500 м

## Резултати

### Мушкарци
| Атлетичар     | Дисциплина     | Лични рекорд | Квалификације | Квалификације | Полуфинале           | Полуфинале           | Финале               | Финале       | Детаљи   |
| Атлетичар     | Дисциплина     | Лични рекорд | Резултат      | Место         | Резултат             | Место                | Резултат             | Место        | Детаљи   |
| ------------- | -------------- | ------------ | ------------- | ------------- | -------------------- | -------------------- | -------------------- | ------------ | -------- |
| Рон Делани    | 1.500 м        |              | 3:47,0 КВ     | 1. у гр. 2    |                      |                      | 3:42,3               |              | стр 385. |
| Алберт Месит  | 5.000 м        |              | 14:14,8 НР    | 9. у гр. 1    | Није се квалификовао | 15 / 25              |                      |              | стр 385. |
| Алберт Месит  | 10.000 м       |              |               |               |                      |                      | 30:00.0 НР           | 15 / 20 (22) | стр 385. |
| Еамон Кинсела | 110 м препоне  |              | 15,3          | 5. у гр. 1    | Није се квалификовао | Није се квалификовао | Није се квалификовао | 15 / 21      | стр 385. |
| Џон Лавлор    | Бацање кладива |              | 55,41 КВ      | 16.           |                      |                      | 61,49                | 7 / 20       | стр 387. |